# Maarten Brands
Maarten Cornelis Brands (Haarlemmermeer, 12 oktober 1933 − Amsterdam, 12 maart 2018) was een Nederlands hoogleraar nieuwe geschiedenis.

## Biografie
Brands behaalde zijn doctoraal examen geschiedenis aan de Universiteit van Amsterdam op 10 mei 1960. Hij doctoreerde daar op Historisme als ideologie: het 'onpolitieke' en 'anti-normatieve' element in de Duitse geschiedwetenschap op 11 mei 1965, met als promotor prof. dr. Jacques Presser. Hij werkte in 1969 mee aan de redactie van de feestbundel van zijn promotor, aangeboden aan Presser bij zijn afscheid als hoogleraar aan de Universiteit van Amsterdam, en schreef in 1970 een in memoriam voor zijn leermeester. 
Per 1 maart 1970 werd Brands aangesteld tot gewoon hoogleraar nieuwe geschiedenis, in het bijzonder de historiografische en theoretische aspecten; hij inaugureerde met Het unieke Amerika op 2 november 1970. Hij richtte zich vooral op de betrekkingen met de Verenigde Staten van Amerika en die met Duitsland hetgeen in 1996 leidde tot de oprichting van het Duitsland Instituut Amsterdam, waarvan hij oprichter en vervolgens tot 2002 de wetenschappelijk directeur was. 
Naast zijn wetenschappelijke activiteiten was Brands prominent aanwezig in het publieke debat. In 1988 was hij medesamensteller van het rapport Bevordering van conventionele stabiliteit in Europa, een uitgave van de Adviesraad voor Vrede en Veiligheid waarvan Brands destijds voorzitter was. In 1989 volgden Burden sharing. Politieke opgave voor het bondgenootschap en Verandering en verankering. Perestrojka en Europese veiligheid. In 1990 werkte hij mee aan Nederlandse defensie tegen een nieuwe achtergrond, een uitgave van het Nederlands Instituut voor Internationale Betrekkingen Clingendael. In 1991 schreef hij een bijdrage aan de bundel De veiligheid van Europa. Aspecten van de ontwikkeling van het Europese statenstelsel. In 1993 werkte Brands mee aan de bundel Transatlantic relations and the management of disorder. In 1995 hield hij de derde P.C. Hooftlezing. 
In 1998 ging Brands met emeritaat en hield hij zijn afscheidsrede De uitbaters van "Herberg de gemiste kans": Duitse intellectuelen en het politieke tekort op 20 november van dat jaar; tevens werd hem bij die gelegenheid een liber amicorum aangeboden. In 1999 werd hem het Kruis van Verdienste eerste klas in de Orde van Verdienste van de Bondsrepubliek Duitsland uitgereikt door bondspresident Roman Herzog. Ter gelegenheid van zijn 80e verjaardag verschenen twee bundels met opstellen van hem.
Prof. dr. M.C. Brands overleed in 2018 op 84-jarige leeftijd.